# Juan Carlos Casariego de Bel
Juan Carlos Casariego de Bel (Ribadeo, 5 de diciembre de 1922 - Buenos Aires, circa 22 de junio de 1977) fue un alto funcionario de carrera y abogado hispano-argentino que trabajó en el Ministerio de Economía de Argentina. En junio de 1977 fue secuestrado y desaparecido durante la última dictadura cívico-militar argentina (1976-1983).

## Biografía
Juan Carlos Casariego De Bel nació en la villa de Ribadeo, capital de la comarca de A Mariña Oriental (en Galicia). Era hijo del asturiano Antonio Casariego (nacido en Tapia de Casariego) y de la gallega María de Bel (nacida en Agudelo).

Mi papá llegó a Argentina desde Galicia a los siete años con su madre y tres hermanos, su padre había muerto. Mi padre era el menor y como se acostumbraba en esa época, los hermanos mayores trabajaron y le dieron a él la oportunidad de estudiar y recibirse de abogado.
María Casariego de Bel

Juan Carlos Casariego se casó muy joven, y de esa unión nacieron tres hijos. Años más tarde se separó de su primera esposa y en 1956 contrajo matrimonio en México ―pues en Argentina no existía el divorcio― con Alicia de Gainza, con quien tuvo una hija, María (n. 1958).
Al principio vivieron en la ciudad de Buenos Aires, luego se mudaron a Vicente López (provincia de Buenos Aires), a unos 20 km al norte de la capital.
En 1963 Juan Carlos Casariego de Bel sufrió un ataque de hipertensión arterial muy grave y permaneció dos años sin trabajar.
«Se recuperó porque era muy joven, tenía 40 años», ha indicado su hija María.
A causa de su enfermedad decidieron mudarse nuevamente a Buenos Aires. Se instalaron en la calle Aráoz 2916, domicilio en el que vivía cuando desapareció.
Su hija cuenta una anécdota que define el carácter de Casariego.

Un día, cuando yo era pequeña, me contó que la isla de Pascua pertenecía a Chile y que una escultura que había en nuestra casa provenía de ese lugar ―papá había viajado allí cuando era joven―. Luego me preguntó: «¿Dónde está la isla de Pascua?». Y yo le contesté: «No sé». Él se puso serio y me dijo: «Es muy grave no escuchar a alguien cuando te habla». Estuvo una semana sin dirigirme la palabra. Así como era extremadamente afectuoso conmigo también podía tener estas reacciones.
María Casariego de Bel

### Su trabajo con José Alfredo Martínez de Hoz
Juan Carlos Casariego de Bel llevaba más de treinta años trabajando en la administración pública nacional, primero en la DGI (Dirección General Impositiva) y luego en el Ministerio de Economía, además de dedicarse a su profesión de abogado.
Cuando se produjo el golpe de Estado de marzo de 1976, Juan Carlos Casariego de Bel se desempeñaba como director de Inversiones Extranjeras en el Ministerio, mientras Guillermo Walter Klein era secretario de José Alfredo Martínez de Hoz, el ministro de Economía.

### La compra de la Compañía Ítalo-Argentina de Electricidad
Luego de la implantación de la dictadura, comenzaron a atacar a mi padre desde diferentes flancos porque él se oponía a firmar varios negocios sucios que perjudicaban al país a favor del establishment económico de la época. Lo que más disgustó a sus superiores fue su negativa a firmar la compra de la Compañía Ítalo-Argentina de Electricidad (CIAE) ―encargada de proporcionar electricidad a Capital Federal y el Gran Buenos Aires― a la Multinacional Suiza Motor Columbus, de la que hasta entonces el ministro Martínez de Hoz había sido director.
María Casariego de Bel

En este caso, el presidente de facto Jorge Rafael Videla y Martínez de Hoz dispusieron comprar en 394.5 millones de dólares la compañía Ítalo-Argentina cuando en realidad ―según se determinó posteriormente― el precio que debió haberse pagado era muy inferior pues era una empresa obsoleta y endeudada. Esta transacción se convertiría en un escándalo para Martínez de Hoz. La correspondencia privada del por entonces embajador argentino en Suiza, Luis María de Pablo Pardo, reveló la existencia de una negociación secreta para lograr que el Gobierno pagara un buen precio por la compañía eléctrica.

Papá no estaba de acuerdo con el vaciamiento que se estaba haciendo del país y no lo ocultaba. Él era muy inteligente, sabía que resultaba peligroso negarse a firmar contratos que implicaban intereses de gente muy poderosa. Tenía ideas socialistas y ―aunque no participaba en ningún partido político― era muy jugado ideológicamente.
María Casariego de Bel

En casa mi papá no hablaba de Martínez de Hoz, pero sí de la política económica. En cuanto a la negociación nos mencionó que se estaban sobrefacturando los gastos, que para él 8 millones de dólares era lo máximo que se podía pagar por las instalaciones y las indemnizaciones, pero al final se pagaron 394 millones.
María Casariego, en 2008.

### La desaparición de Casariego de Bel
El viernes 15 de junio de 1977, Juan Carlos Casariego de Bel le informó a su familia por teléfono que llegaría tarde, pues tenía que ir a la casa de su jefe, el secretario de Programación y Coordinación Económica, Guillermo Walter Klein (h) a llevarle unos papeles.
Su hija, María Casariego ―que en 1977 tenía 18 años―, afirmó que la última persona que vio con vida a su padre fue un compañero de trabajo que lo dejó en la avenida Las Heras y Salguero, a dos cuadras de su hogar.

Ese día mi padre nos llamó para decirnos que iba a llegar más tarde a casa porque tenía una reunión en el despacho de Guillermo Walter Klein a las 20:30, pero nunca más lo volvimos a ver. A la mañana siguiente recibimos una llamada telefónica en la que nos pedían un rescate de 50 000 dólares, para hacernos creer que era un secuestro extorsivo. Mamá solicitó una prueba de vida para asegurarse de que estaba vivo y empezó una semana de negociaciones, primero pidieron que yo ―que tenía 17 años―, fuera sola a un bar ubicado en Quintana y Libertad (de la Capital Federal) para buscar la prueba de vida. Me dijeron que debía entrar al baño, desarmar la llave de luz y allí encontraría un papelito con un mensaje suyo, pasé momentos terribles pero no encontré nada. Cuando regresé a casa volvió a sonar el teléfono y esta vez dijeron que hice todo bien pues fui sola y no había avisado a la policía. Luego me pidieron que volviera al mismo bar y desarmara el botón del inodoro; lo hice y encontré una medallita que papá llevaba colgada en el llavero y la página de un diario del día con anotaciones suyas. Al mismo tiempo se realizó una colecta entre los amigos pero no llegábamos a la cifra que exigían, mi madre siguió pidiendo pruebas de vida. La última cita fue en la estación de Avellaneda (provincia de Buenos Aires), donde encontré un recorte en la llave de luz del baño; cuando vi la letra de mi padre me angustié mucho porque me di cuenta de que estaba destruido: papá era hipertenso grave y hacía varios días que no tomaba la medicación. Después de ese día no recibimos más llamadas telefónicas ni supimos nada de él.
María Casariego de Bel

## Condena
El Tribunal Oral Federal número 5 consideró probadas las acusaciones de delitos de lesa humanidad y en diciembre de 2012 Vergez fue condenado a 23 años de prisión (un promedio de 7 años y medio por cada asesinato) por el secuestro y desaparición de Javier Coccoz (miembro del ERP), de Julio Gallego Soto (abogado y economista), y de Juan Carlos Casariego de Bel.